# Basiluzzo
La isla de Basiluzzo (del italiano: Isola di Basiluzzo) es un islote (menos de 1 km²) y una de las ocho islas Eolias, una isla volcánica en cadena al norte de Sicilia, en el país europeo de Italia.

## Descripción
Situada a unos 3,5 km al noreste de Panarea, tiene una superficie de 0,3 kilómetros cuadrados: es, por lo tanto, el mayor de los islotes deshabitados y las rocas de las islas Eolias. Las costas se caracterizan por altos acantilados sobre el mar, mientras que el centro es una gran meseta que a lo largo de los siglos se ha utilizado como un lugar para los cultivos, pastizales y casas de veraneo.